# Erik Hoftun
Erik Hoftun (født 3. marts 1969 i Kyrksæterøra, Norge) er en tidligere norsk fodboldspiller, der som midterforsvarer på Norges landshold deltog ved VM i 1998 i Frankrig. I alt nåede han at spille 30 kampe for landsholdet.
På klubplan spillede Hoftun hele karrieren i hjemlandet, primært hos Rosenborg BK. Her var han tilknyttet i tolv sæsoner, og var med til at vinde ikke mindre end elleve norske mesterskaber. Han repræsenterede før sin tid i Rosenborg Molde FK og sluttede sin karriere hos Bodø/Glimt.